# Lochhausen (Markt Indersdorf)
Lochhausen ist ein Ortsteil des Marktes Markt Indersdorf, der circa 47 Kilometer nordwestlich von München im oberbayerischen Landkreis Dachau liegt.

## Geschichte
Die Einöde Lochhausen gehörte zu den Lehensbesitzungen der Edlen von Pettenbach, welche die bayerischen Herzöge diesem verliehen hatten. 1271 kam das Anwesen durch eine Schenkung an das Kloster Indersdorf. Der Name Lochhausen ist erst seit 1519 bezeugt.